# Systolomorpha
Systolomorpha is een geslacht van vliesvleugeligen uit de familie Pteromalidae. De wetenschappelijke naam van dit geslacht is voor het eerst geldig gepubliceerd in 1900 door Ashmead.

## Soorten
Het geslacht Systolomorpha omvat de volgende soorten:
- Systolomorpha nassaui Girault, 1925
- Systolomorpha nigra (Girault, 1913)
- Systolomorpha noblei Gahan, 1947
- Systolomorpha thyridopterygis Ashmead, 1900